# Oat Mountain
Oat Mountain – najwyższy szczyt pasma górskiego Santa Susana z widokiem na San Fernando Valley, w pobliżu Los Angeles w Kalifornii. Na południe od Oat Mountain leży dzielnica Chatsworth.